# يوجين سانجر
يوجين سانجر (بالألمانية: Eugen Sänger)‏ (10 فبراير 1964 22 سبتمبر 1905) مهندس فضاءنمساوي الذي اشتهر إسهاماته.
في عام 1932 أصبح عضوًا في شوتزشتافل وكان أيضًا عضوًا في الحزب النازي.
قدم سانجر الطائرة الصاروخية كموضوع لأطروحته، لكن الجامعة رفضتها باعتبارها خيالية للغاية. فقد أطروحة أخرى ليتخرج من الجامعة. ثم قدم لاحقًا أطروحته المرفوضة تحت عنوان Raketenflugtechnik ("هندسة الطيران الصاروخية") في عام 1933. في عامي 1935 و1936، نشر مقالات عن رحلة تعمل بالطاقة الصاروخية لمجلة فلوج النمساوية ("الرحلة"). جذبت هذه انتباه وزارة طيران الرايخ التي رأت أفكاره كطريقة محتملة لتحقيق هدف بناء قاذفات يمكنها أن تضرب الولايات المتحدة من ألمانيا (مشروع أمريكا بومبر). أعطته وزارة طيران الرايخ معهد أبحاث بالقرب من براونشفايغ وبنت أيضًا مصنعًا للأكسجين السائل ومنصة اختبار لمحرك دفع بقوة 100 طن. في ذلك الوقت، عارض فيرنر فون براون توظيف سانجر، الذي شعر أن أحد يشاركه باعماله وربما رأى النمساوي وعمله كتهديد لهيمنته على هذا المجال.

## مفهوم القاذفة دون المدارية
وافق سانجر على قيادة فريق تطوير الصواريخ في منطقة هيث لونيبورغ في عام 1936. لقد ابتكر تدريجيًا مزلجة تعمل بالطاقة الصاروخية ستطلق قاذفة قنابل بمحركات الصواريخ الخاصة بها التي ستصعد إلى هامش الفضاء ثم تتخطى على طول الغلاف الجوي العلوي - لا تدخل فعليًا إلى المدار، ولكنها قادرة على تغطية مسافات شاسعة في سلسلة من القفزات الحركية.

## ما بعد الحرب

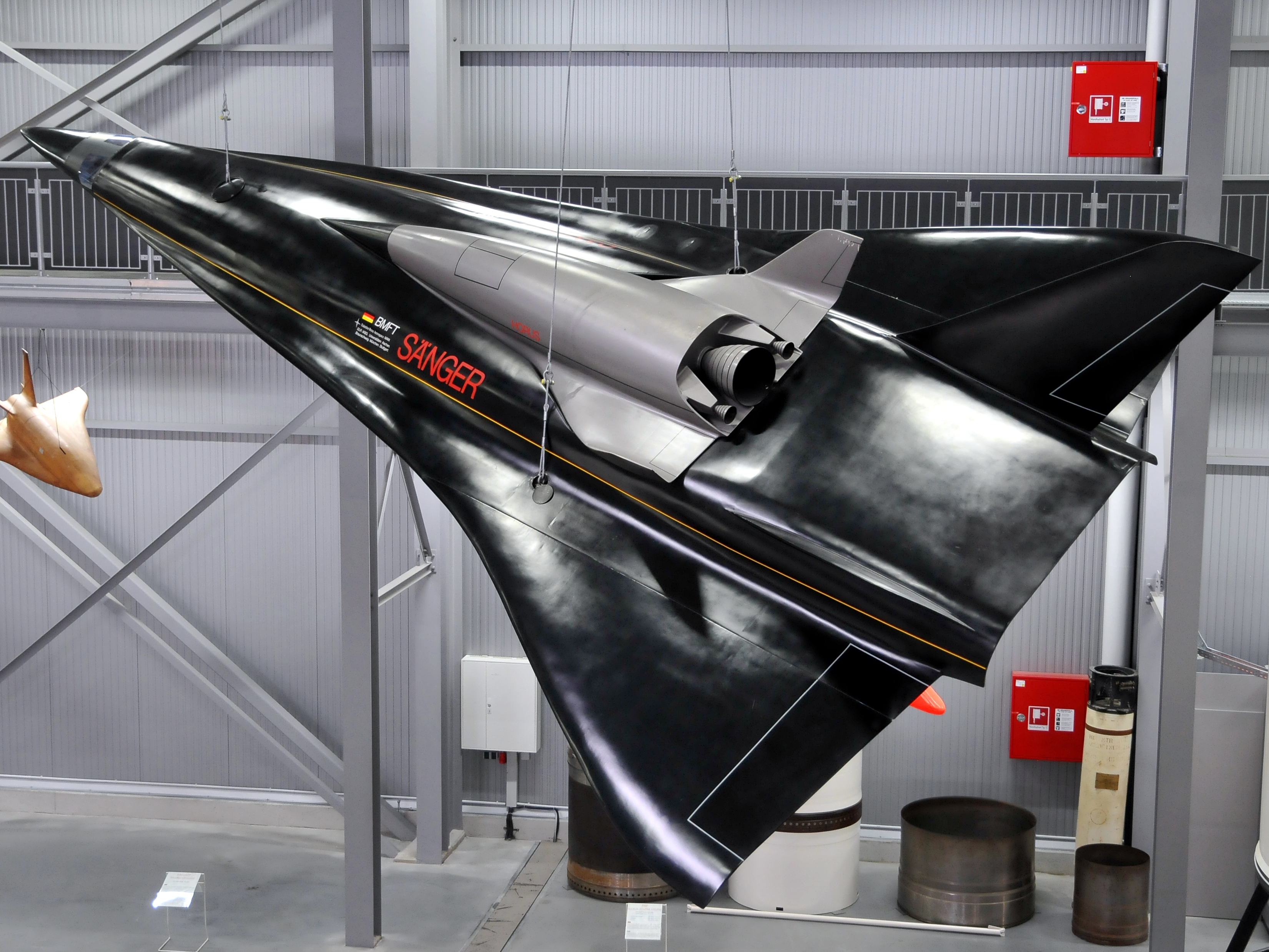
نموذج المفهوم ساجر 2 في متحف Technik Speyer

## روابط خارجية
- يوجين سانجر على موقع الموسوعة البريطانية (الإنجليزية)
- يوجين سانجر على موقع مونزينجر (الألمانية)

### كتب وتقارير فنية
- Sänger، Eugen (1956). Zur Mechanik der Photonen-Strahlantriebe. München: R. Oldenbourg. ص. 92.
- Sänger، Eugen (1957). Zur Stahlungsphysik der Photonen-Strahlantriebe und Waffenstrahlen. München: R. Oldenbourg. ص. 173.
- Sänger، Eugen (1933). Rocket Flight Engineering. (Washington, 1965): NASA Tech. Trans. F-223.{{استشهاد بكتاب}}:  صيانة الاستشهاد: مكان (link)
- Sänger، Eugen؛ Irene Sänger-Bredt (أغسطس 1944). "A Rocket Drive For Long Range Bombers" (PDF). Astronautix.com. مؤرشف من الأصل (PDF) في 2019-10-26. اطلع عليه بتاريخ 2008-01-17.
- Saenger, Hartmut E and Szames, Alexandre D, From the Silverbird to Interstellar Voyages, IAC-03-IAA.2.4.a.07.
- Sänger، Eugen؛ trans, Karl Frucht (1965). Space Flight: Countdown for the Future. New York: ماكجرو هيل التعليم.
- Duffy، James P. (2004). TARGET: AMERICA : Hitler's Plan to Attack the United States. Praeger. ISBN:0-275-96684-4.
- Shayler، David J. (2005). Women in Space – Following Valentina. سبرنجر. ISBN:1-85233-744-3.